# Schiffshebewerk Peterborough
Das Schiffshebewerk Peterborough ist das Abstiegsbauwerk Nr. 21 im Verlauf des Trent-Severn-Wasserweges in Peterborough, Kanada.
Es überwindet einen Höhenunterschied von 19,8 m und kann sich daher als „größtes hydraulisches Schiffshebewerk“ der Welt bezeichnen, da alle größeren keine hydraulischen, sondern Gegengewichtshebewerke sind.
Es wurde von dem kanadischen Ingenieur Richard Birdsall Rogers konstruiert und am 9. Juli 1904 eröffnet.
Wie alle hydraulischen Schiffshebewerke ist es mit zwei hydraulisch miteinander verbundenen Trögen ausgestattet, bei denen der obere durch eine höhere Wassereinfüllung nach unten geht und damit den unteren hydraulisch nach oben drückt, was sich bei jedem Hub- und Senkvorgang entsprechend wiederholt.
Im selben Wasserweg befindet sich auch das Schiffshebewerk Kirkfield (Abstiegsbauwerk Nr. 36), das allerdings nur über eine Hubhöhe von 14,9 m verfügt. Ein weiteres Hebewerk ist die Big Chute Marine Railway (Abstiegsbauwerk Nr. 44), das als Schrägaufzug mit Trockenförderung errichtet ist. Das vierte Hebewerk in diesem Wasserweg, die Swift Rapids Marine Railway (Abstiegsbauwerk Nr. 43), musste im Jahre 1965 einer normalen Schleuse weichen.
Im Jahr 1979 wurde das Schiffshebewerk Peterborough zu einer National Historic Site erklärt.